# خمیس بشیر
خمیس بشیر (انگلیسی: Khamis Bashir) بازیکن هندبال اهل کویت بود.
از باشگاه‌هایی که در آن بازی کرده‌است می‌توان به باشگاه فوتبال النصر عربستان سعودی اشاره کرد.